# Back to December
Back to December è un singolo della cantante statunitense Taylor Swift, pubblicato il 12 ottobre 2010 come terzo estratto dal terzo album in studio Speak Now.
Il brano è entrato nella classifica statunitense alla sesta posizione e alla vetta della classifica digitale, vendendo circa 242 000 copie in una sola settimana. Il 15 novembre dello stesso anno è stato scelto come secondo singolo radiofonico per il mercato statunitense.

## Descrizione
Questa canzone è stata scritta per un ex fidanzato come richiesta di scuse. La stessa Swift ha spiegato che «parla di una persona che è stata incredibile per me, perfetta per me per una relazione, e io sono stata molto noncurante con lui. Quindi questa è una canzone piena di parole voglio dire e lui merita di sentire». Ha poi aggiunto, in un'intervista con MTV, di non aver «mai sentito il bisogno di chiedere scusa in una canzone prima di allora, ma negli ultimi due anni ha imparato molto».

## Tracce
1. Back to December – 4:54

## Formazione
Hanno partecipato alle registrazioni, secondo le note di copertina di Speak Now:
Musicisti
- Taylor Swift – voce, chitarra acustica, cori, battimani
- Nathan Chapman – chitarra acustica, chitarra elettrica, chitarra elettrica a dodici corde, banjo, mandolino, basso, Fender Rhodes, pianoforte, sintetizzatore, organo, programmazione, cori, battimani
- Bryan Sutton – chitarra acustica
- Grant Mickelson – chitarra elettrica
- Paul Sidoti – chitarra elettrica
- Mike Meadows – chitarra elettrica, battimani
- Smith Curry – lap steel guitar
- Rob Hajacos – fiddle
- Tim Marks – basso
- Tommy Sims – basso
- Amos Heller – basso
- Tim Lauer – pianoforte, organo B3
- Eric Darken – percussioni
- Al Wilson – percussioni, battimani
- Nick Buda – batteria
- Shannon Forrest – batteria
- John Gardner – batteria
- Caitlin Evanson – cori
- Liz Huett – cori
- Paul Buckmaster – arrangiamento e direzione orchestra

Produzione
- Nathan Chapman – produzione, ingegneria del suono aggiuntiva
- Taylor Swift – produzione, direzione artistica
- Chad Carlson – registrazione
- Justin Niebask – registrazione, missaggio
- Chuck Ainlay – registrazione
- Steve Marcantonio – registrazione
- Chad Carlson – registrazione aggiuntiva
- Todd Tidwell – registrazione aggiuntiva, assistenza tecnica
- Drew Bollman – registrazione aggiuntiva, assistenza tecnica, assistenza al missaggio
- Lowell Reynolds – registrazione aggiuntiva
- Jeremy Hunter – registrazione aggiuntiva
- Mark Petaccia – assistenza tecnica
- John Netti – assistenza tecnica
- David Bryant – assistenza tecnica
- Tristan Brock-Jones – assistenza tecnica
- Mike Rooney – assistenza tecnica
- Seth Morton – assistenza tecnica
- Jed Hackett – ingegneria del suono aggiuntiva
- Brian David Willis – ingegneria del suono aggiuntiva
- Joel Quillen – ingegneria del suono aggiuntiva
- Matt Rausch – assistenza al missaggio
- Steve Blackmon – assistenza al missaggio
- Hank Williams – mastering
- Steve Churchyard – registrazione orchestra

## Classifiche

### Classifiche settimanali
| Classifica (2010-23) | Posizione massima |
| -------------------- | ----------------- |
| Australia            | 26                |
| Canada               | 7                 |
| Filippine            | 1                 |
| Grecia               | 52                |
| Nuova Zelanda        | 24                |
| Portogallo           | 105               |
| Singapore            | 4                 |
| Stati Uniti          | 6                 |
| Vietnam              | 55                |

### Classifiche di fine anno
| Classifica (2011) | Posizione |
| ----------------- | --------- |
| Stati Uniti       | 74        |

## Back to December (Taylor's Version)
In seguito alla controversia con la sua precedente casa discografica e la vendita dei master delle pubblicazioni precedenti al suo contratto con la Republic Records, Swift ha cominciato a ri-registrare tutta la sua discografia dal 2006 al 2019, includendo anche brani non inclusi in alcun album in studio. Ogni reincisione presenta la dicitura Taylor's Version nel titolo, per distinguerla dall'incisione originale e quindi dal master non di proprietà della cantautrice.
Il 7 luglio 2023 Taylor Swift ha ripubblicato il brano sotto il nome Back to December (Taylor's Version), incluso nell'album Speak Now (Taylor's Version).

### Classifiche settimanali
| Classifica (2023) | Posizione massima |
| ----------------- | ----------------- |
| Australia         | 11                |
| Canada            | 17                |
| Filippine         | 1                 |
| Grecia            | 52                |
| Irlanda           | 17                |
| Malaysia          | 21                |
| Nuova Zelanda     | 10                |
| Singapore         | 4                 |
| Stati Uniti       | 16                |
| Vietnam           | 55                |
| Mondo             | 10                |